# 榕綿粉介殼蟲
榕綿粉介殼蟲（学名：Phenacoccus fici）为粉介殼蟲科綿粉介殼蟲屬下的一个种。